# Groot-Beersel

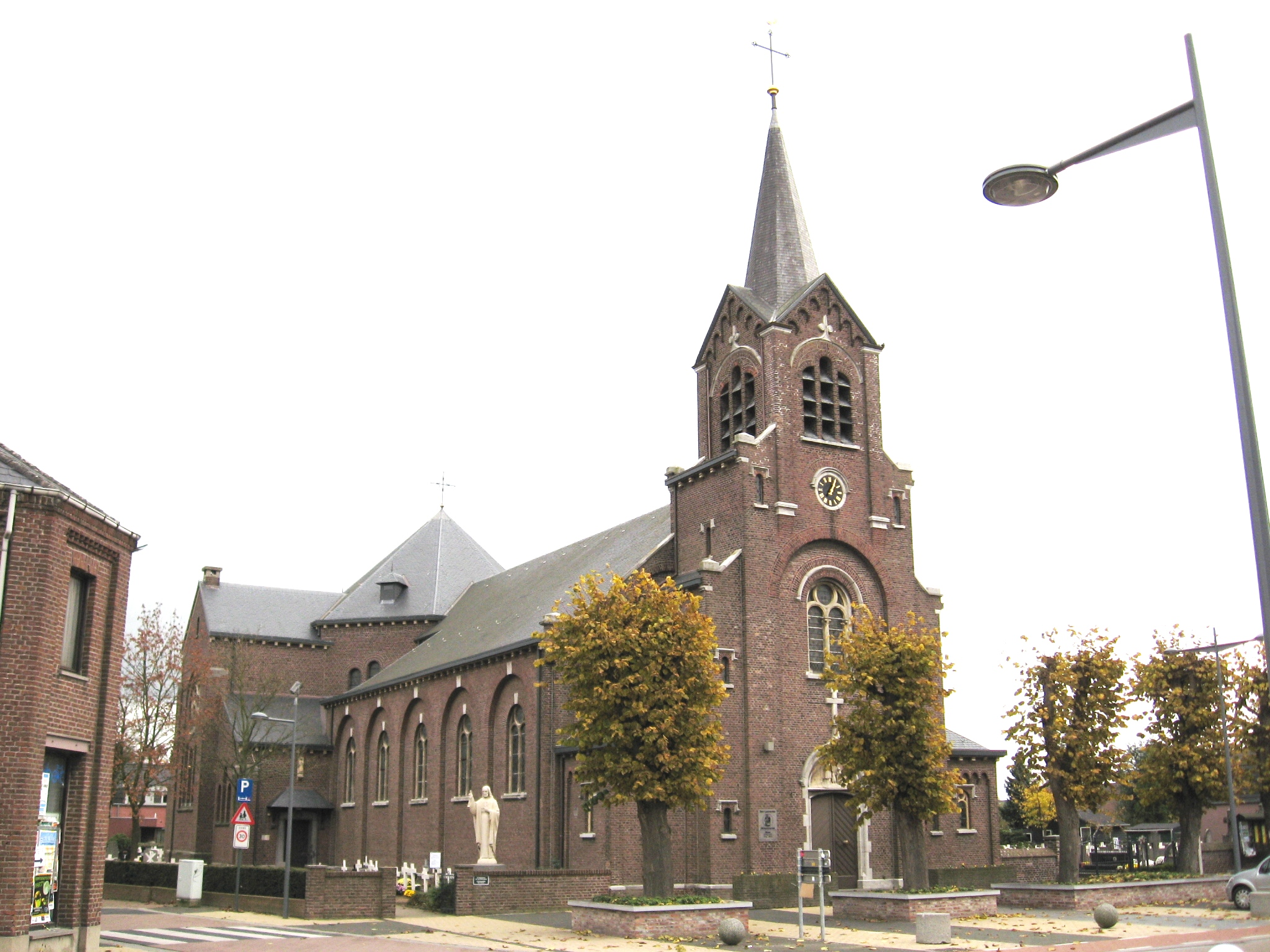
Kerk

Groot-Beersel is een gehucht in het Belgische dorp Molenbeersel. Er wordt voornamelijk Limburgs gesproken naast de voertaal Nederlands.
Groot-Beersel is gelegen in het oosten van het grondgebied van het dorp Molenbeersel. De straat Grootbeersel vormt de kern van het oude gehucht. Bij Groot-Beersel horen nog twee kleinere woonkernen: de Kelderberg in het noorden en de Vlasbrei in het zuiden, langs de gelijknamige wegen.
In archieven en oude kaarten worden verschillende schrijfwijzen teruggevonden van de naam Groot-Beersel: Grootbiersel, Grootbeersel, Groot Beersel.

## Geschiedenis
Opmerkelijk omtrent Groot-Beersel is dat het, hoe klein het ook was, was opgesplitst onder de Drie Eygen. Dit was duidelijk de onderhandelde oplossing van een grensgeschil. De grenzen van de drie feodale gebieden zijn op de Ferrariskaarten overigens anders ingetekend dan die van de gelijkaardige gemeentes op het Nederlandse kadasterplan uit de jaren 1830, al bleef de indeling hetzelfde:
- Bronshorn (gemeente Hunsel): het noordelijke deel
- Luiks vrijdorp Neeritter (gemeente Neeritter): het zuidwestelijke deel
- abdijvorstendom Thorn (gemeente Ittervoort): het zuidoostelijke deel

Bij de splitsing van Limburg werden de drie delen van het gehucht als één geheel bij het nieuwe België gevoegd. Tot 1843 maakten ze deel uit van de gemeente Kessenich, hierna vormden ze samen met Molenbeersel en "gewoon Beersel" de gemeente Beersel, later "Molenbeersel" genoemd en nu een deelgemeente van Kinrooi.
Deelgemeenten: Kessenich · Kinrooi · Molenbeersel · Ophoven

Overige kernen: Geistingen

Belgische gemeenten · Arrondissement Maaseik · Limburg · Vlaanderen